# Голей, Марсель

Схематическое изображение ячейки Голея

Марсе́ль Жюль Эдуа́рд Голе́й (англ. Marcel J. E. Golay; 3 мая 1902 — 27 апреля 1989) — швейцарский и американский математик, физик и специалист по теории информации, применял математику для решения реальных военных и промышленных проблем.

## Карьера
Родился в Невшатель, Швейцария.
Голей изучал электротехнику в федеральной высшей технической школе Цюриха. Он поступил в Bell laboratories (Лаборатории Белла) в Нью-Йорке в 1924 году, провел там четыре года. Получил степень доктора философии в физике в Чикагском университете в 1931 году.
Голей работал в войсках связи армии США, где достиг поста Руководителя исследовательских работ. Он работал, главным образом, в Форте Монмут, Нью-Джерси. Разрабатывал радарные системы и изобрел датчик Голея, для обнаружения инфракрасного следа от самолётов.
Между 1955 и 1963 годами Голей был консультантом для Philco Corporation (Филадельфия, Пенсильвания) и Perkin-Elmer Corporation Норуолка (Коннектикут). В 1963 году Голей устроился на полный рабочий день в компанию PerkinElmer в качестве Старшего научного сотрудника. Ученый работал над многими проблемами, включая газовую хроматографию и оптическую спектроскопию. Он проработал в Perkin-Elmer до конца своей жизни.

## Научная деятельность

### Достижения
- Соавтор с Абрахамом Савицким труда по сглаживающему фильтру Савицкого-Голея.
- Разработка кодов Голея.
- Обобщил совершенные двоичные коды Хэмминга на недвоичные коды.
- Изобрёл ячейку Голея и инфракрасный датчик.
- Предложил дополнительные потоки — это пары битовых потоков, автокорреляционные функции которых составляют для того, чтобы обнулить все ненулевые смещения времени. Сегодня они используются в различных Wi-Fi и 3G стандартах.
- Разработал теорию размывания в полых капиллярных колонках и продемонстрировал эффективность таких колонок на Втором Международном Симпозиуме по газовой хроматографии в Амстердаме в 1958 году[4].